# 杉浦竜太郎
杉浦 竜太郎（すぎうら りゅうたろう、1923年10月10日 - 1994年1月26日）は、茨城県水戸市出身のプロ野球選手。ポジションは投手。

## 経歴
水戸工業から山藤クラブ、社会人野球の熊谷組を経て、1951年に広島カープへ入団した。小柄だがコーナーワークがよく、サイドスローから繰り出すカーブ、シュートを使ってのチェンジオブペースを武器に活躍した。
入団した51年に長谷川良平が中耳炎を患っていたこともあり、新人でありながら異例の開幕投手を任された。
杉浦は強力阪神打線をわずか7安打1点に抑えて完投勝利を挙げた。喜びに浸るのも束の間、杉浦は翌日も先発する。その2試合後に救援で登板すると翌日は再び先発するなど、苦しい台所事情の中で大車輪の活躍を見せた。
最終的に1年目はチーム99試合中34試合に登板。14完投、6勝14敗で防御率3.84の成績を挙げた。
2年目は初の完封勝利を被安打1で飾るなど、1年目を上回る好調さで、安定した投球を披露した。最終的には42試合に登板、7完投で投球回数は200回を越え、9勝12敗、防御率2.94の好成績を挙げた。11勝を挙げた長谷川と共に、チーム37勝の過半数をふたりで稼ぎ、チームの解散を防ぐ立役者の一人となった。また、白石勝巳のビッグプレーが語り草となっている、8月12日に北海道夕張市で行われた巨人戦では、3回から救援で登板し、9回途中までを投げ勝利投手となっている。
しかし、翌年は2勝7敗と振るわず、その次の年は未勝利に終わった。1955年には大洋ホエールズへ移籍し、登録名を「杉浦正幸」に改めた。しかしここでも2試合に登板しただけで未勝利に終わった。太平洋戦争の影響もあってプロ入りが27歳と遅く、年齢的にもピークを過ぎていたため、結局この年限りで引退した。
引退後は故郷の茨城県に戻り、日立市の市議会議員などとして広く活躍した。
サイドスローでコントロールの良い投手だったが、そのことが窺えるのが与死球の数である。1952年には208回を投げて4つ死球を与えたが、死球を与えたのはこの年のみで、それ以外のシーズンでは計340回余りを投げ、与死球は0となっている。

## 記録
- 1951年に新人で開幕投手を務めて完投勝利を挙げたが、新人が開幕投手を務めた例は1950年の成田敬二（国鉄スワローズ）以来、リーグ史上2人目である[5]。また新人開幕投手での完投、新人開幕投手での勝利はいずれもリーグ初の出来事であった。
- 広島の開幕投手としても初の勝利投手であり、広島で開幕戦に完投を記録した初の投手となった。
- 1952年には高卒新人の大田垣喜夫が開幕投手を務めたが、2年連続で新人が開幕投手を務めたのはリーグ史上唯一の例である[6]。
- 広島で初登板初勝利を挙げた選手は歴代で8人（杉浦、大田垣、佐々岡真司、山内泰幸、黒田博樹、小林幹英、齊藤悠葵、福井優也）いるが、杉浦はその初の例であった[7]。
- 1951年の14完投は新人としてはリーグ歴代7位タイ、広島では長谷川に次いで球団歴代2位である。
- 1951年の防御率3.84は広島の新人としては池田英俊、山内、佐々岡、澤崎俊和、長谷川に次ぐ歴代6位である。
- 1952年には1安打完封を記録した[8]が、これはリーグ史上11人目、球団史上初の出来事だった。
- 1952年には防御率2.92でリーグ9位を記録したが、これは広島の投手として史上初の防御率10傑入りであった。

## 詳細情報

### 年度別投手成績
| 年 度    | 球 団    | 登 板 | 先 発 | 完 投 | 完 封 | 無 四 球 | 勝 利 | 敗 戦 | セ 丨 ブ | ホ 丨 ル ド | 勝 率 | 打 者 | 投 球 回 | 被 安 打 | 被 本 塁 打 | 与 四 球 | 敬 遠 | 与 死 球 | 奪 三 振 | 暴 投 | ボ 丨 ク | 失 点 | 自 責 点 | 防 御 率 | W H I P |
| -------- | -------- | ----- | ----- | ----- | ----- | -------- | ----- | ----- | -------- | ----------- | ----- | ----- | -------- | -------- | ----------- | -------- | ----- | -------- | -------- | ----- | -------- | ----- | -------- | -------- | ------- |
| 1951     | 広島     | 34    | 26    | 14    | 0     | 1        | 6     | 14    | --       | --          | .300  | 818   | 191.1    | 198      | 12          | 63       | --    | 0        | 31       | 0     | 0        | 104   | 82       | 3.84     | 1.36    |
| 1952     | 広島     | 42    | 21    | 7     | 1     | 0        | 9     | 12    | --       | --          | .429  | 871   | 208.0    | 212      | 7           | 49       | --    | 4        | 36       | 0     | 2        | 98    | 68       | 2.94     | 1.25    |
| 1953     | 広島     | 29    | 15    | 1     | 0     | 1        | 2     | 7     | --       | --          | .222  | 496   | 111.0    | 159      | 8           | 16       | --    | 0        | 26       | 0     | 0        | 65    | 54       | 4.38     | 1.58    |
| 1954     | 広島     | 13    | 6     | 0     | 0     | 0        | 0     | 3     | --       | --          | .000  | 187   | 40.0     | 57       | 2           | 8        | --    | 0        | 12       | 1     | 0        | 26    | 23       | 5.18     | 1.63    |
| 1955     | 大洋     | 2     | 0     | 0     | 0     | 0        | 0     | 0     | --       | --          | ----  | 19    | 4.0      | 6        | 3           | 1        | 0     | 0        | 3        | 0     | 0        | 6     | 6        | 13.5     | 1.75    |
| 通算:5年 | 通算:5年 | 120   | 68    | 22    | 1     | 2        | 17    | 36    | --       | --          | .321  | 2391  | 554.1    | 632      | 32          | 137      | 0     | 4        | 108      | 1     | 2        | 299   | 233      | 3.78     | 1.39    |

### 背番号
- 17 （1951年 - 1952年）
- 38 （1953年）
- 4 （1954年）
- 43 （1955年）